# Tomoterapia
| Tomoterapia                                                   |
| ------------------------------------------------------------- |
|                                                               |
| Informações                                                   |
| Nome completo: Tomoterapia Helical                            |
| Campo da medicina: oncologia                                  |
| Tipo de intervenção: não invasiva                             |
| Primeira aplicação:                                           |
| Aviso médico                                                  |
| Enfatiza-se a leitura de A Wikipédia não dá conselhos médicos |

Tomoterapia é uma modalidade de radioterapia na qual o paciente é irradiado através de um feixe modulado, de modo que apenas uma "fatia" (prefixo grego "tomo-") do alvo é exposta em um dado momento pelo feixe do acelerador linear (linac). Os três componentes distintos para esta modalidade são: (1) um par de colimadores que define o comprimento da faixa, (2) um colimador de múltiplas lâminas binário, cujas lâminas abrem e fecham durante o tratamento para modular a intensidade da faixa, e (3) uma cama que move o paciente através do feixe em uma velocidade fixa durante a aplicação do tratamento.

## Princípios gerais
O comprimento do campo de tratamento é selecionável. Na aplicação de jaws estáticos, o comprimento do campo permanece constante durante um tratamento. Na aplicação de jaws dinâmicos, o comprimento do campo muda para que comece e termine em sua configuração mínima.

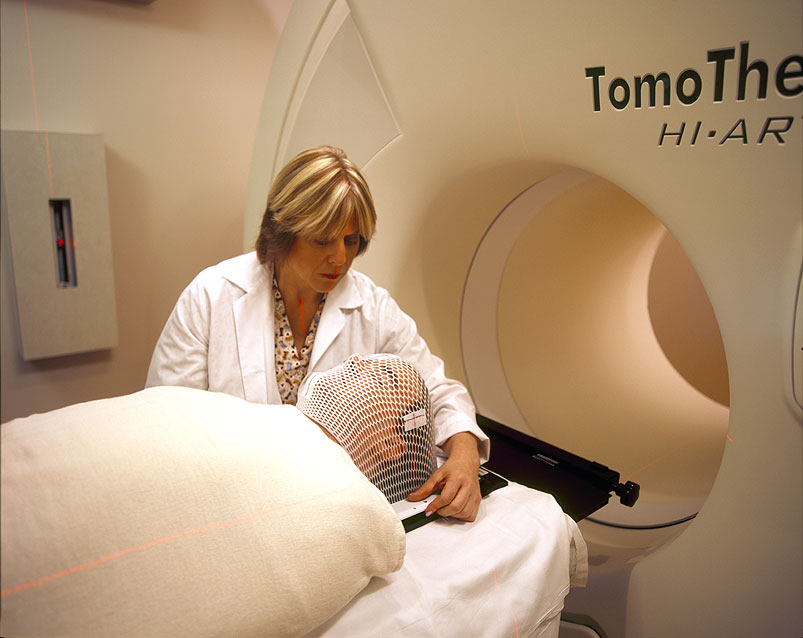
Paciente em tomoterapia, rosto e corpo cobertos, para evitar movimentos

O tempo de tratamento em TomoTherapy varia se comparado ao tempo regular de tratamento de radioterapia (tempos de tratamento em TomoTherapy pode ser baixo, como 6,5 minutos para o tratamento da próstata comum), mas pode ter um adicionar de 2 a 3 minutos para uma CT diário. A CT diário é usado para posicionar precisamente o feixe de radiação e permite ao operador modificar o tratamento caso a anatomia do paciente mude devido à perda de peso ou redução do tumor (radioterapia guiada por imagem).{{Referências|
Existem poucas comparações diretas de tomoterapia e outras técnicas de IMRT, no entanto, há algumas evidências de que VMAT pode fornecer um tratamento mais rápido, enquanto a tomoterapia é mais capaz de poupar o tecido saudável circundante ao administrar uma dose uniforme.

### Sistema Helicoidal
Na tomoterapia helicoidal, o linac gira em seu gantry a uma velocidade constante enquanto o feixe é aplicado; de modo que, da perspectiva do paciente, a forma traçada pelo linac é helicoidal.
Embora a tomoterapia helicoidal possa tratar volumes muito longos sem a necessidade de confinar os campos na direção longitudinal, ela exibe um artefato distinto devido ao "efeito de rosca" ao tratar tumores não centrais. O efeito da rosca pode ser suprimido durante o planejamento através de uma boa seleção de passo.

### Sistema de ângulo fixo
A tomoterapia de ângulo fixo usa vários feixes de tomoterapia, cada um fornecido a partir de um ângulo de gantry fixo distinto, no qual apenas a mesa se move durante a distribuição do feixe. É denominado TomoDirect, mas também é denominado topoterapia   .
A tecnologia permite tratamentos de feixe fixo movendo o paciente através do bore da máquina, mantendo os ângulos de feixe especificados.

## Considerações Clínicas
Câncer de pulmão, tumores de cabeça e pescoço, câncer de mama, câncer de próstata, radiocirurgia estereotáxica (SRS) e radioterapia corporal estereotáxica (SBRT) são alguns exemplos de tratamentos comumente realizados com tomoterapia.
Em geral, a terapia de radiação (também chamada de radioterapia) se desenvolveu com uma forte confiança na homogeneidade da dose em todo o tumor. A tomoterapia incorpora a distribuição sequencial de radiação em diferentes partes do tumor, o que levanta duas questões importantes. Em primeiro lugar, este método é conhecido como "combinação de campo" e traz consigo a possibilidade de uma combinação não perfeita entre dois campos adjacentes com um ponto quente e / ou frio resultante dentro do tumor. O segundo problema é que se o paciente ou tumor se mover durante o parto sequencial, então, novamente, ocorrerá um ponto quente ou frio. O primeiro problema é reduzido pelo uso de um movimento helicoidal, como na tomografia computadorizada espiral .
Algumas pesquisas sugeriram que a tomoterapia fornece planos de tratamento mais conformados e diminuição da toxicidade aguda.
As técnicas de feixe estático não helicoidal, como IMRT e TomoDirect, são adequadas para a radioterapia de toda a mama. Esses modos de tratamento evitam o espalhamento integral de baixa dose e longos tempos de tratamento associados a abordagens helicoidais, confinando a distribuição da dose a ângulos tangenciais .
Esse risco é acentuado em pacientes mais jovens com câncer de mama em estágio inicial, onde as taxas de cura são altas e a expectativa de vida é substancial.
As técnicas do feixe do ângulo estático visam maximizar a proporção terapêutica, garantindo que a probabilidade de controle do tumor (TCP) supere significativamente a probabilidade de complicação do tecido normal (NTCP) associada.

## História
A técnica de tomoterapia foi desenvolvida no início de 1990 na Universidade de Wisconsin-Madison pelo professor Thomas Rockwell Mackie e Paul Reckwerdt.  Uma pequena fonte de raios-X de megavoltagem foi montada de maneira semelhante a uma fonte de raios-X de TC, e a geometria forneceu a oportunidade de fornecer imagens de TC do corpo na posição de preparação do tratamento. Embora os planos originais incluíssem imagens de TC em quilovoltagem, os modelos atuais usam energias de megavoltagem. Com essa combinação, a unidade foi um dos primeiros dispositivos capazes de fornecer terapia de radiação guiada por imagem (IGRT) moderna.
A primeira implementação da tomoterapia foi o sistema Corvus desenvolvido pela Nomos Corporation, com o primeiro paciente tratado em abril de 1994.   Este foi o primeiro sistema comercial para planejamento e aplicação de terapia de radiação modulada por intensidade (IMRT). O sistema original, projetado exclusivamente para uso no cérebro, incorporou um sistema de fixação rígido baseado no crânio para evitar o movimento do paciente entre a aplicação de cada fatia de radiação. Mas alguns usuários evitaram o sistema de fixação e aplicaram a técnica a tumores em muitas partes diferentes do corpo.

### Tomoterapia móvel
Devido à sua blindagem interna e tamanho reduzido, as máquinas de tratamento TomoTherapy Hi-Art e TomoTherapy TomoHD foram as únicas máquinas de tratamento de radioterapia de alta energia usadas em suítes de tratamento de radioterapia relocáveis. Dois tipos diferentes de suítes estavam disponíveis: TomoMobile desenvolvido pela TomoTherapy Inc. que era um caminhão móvel; e Pioneer, desenvolvido pela Oncology Systems Limited, com sede no Reino Unido. Este último foi desenvolvido para atender aos requisitos da legislação de transporte do Reino Unido e da Europa e era uma unidade colocada em uma prancha de concreto, fornecendo tratamentos de radioterapia em menos de cinco semanas.